# Maurilius von Angers
Maurilius von Angers (* um 364 in Mailand; † 13. September 453 in Angers) war ein Bischof von Angers und ist ein Heiliger der römisch-katholischen Kirche.

## Leben
Maurilius, aus vornehmen Hause stammend, wurde von Martin von Tours zum Priester geweiht. Vier Jahrzehnte betrieb er Missionstätigkeit vom Kloster Chalonnes aus, in das er als Mönch eingetreten war. Um 423 wird er – wohl von Brictius – zum Bischof geweiht.
Er ist in der Krypta der später nach ihm benannten Kirche Saint-Maurille zu Chalonnes bestattet.
|  |  |  |

## Verehrung und Blasonierung
Sein Gedenktag ist der 13. September. Er ist der Mitpatron von Angers; Patron der Fischer und Gärtner und wird bei Wassergefahren angerufen.
Meist stellt man ihn mit Spaten, Fisch und Taube dar.